# Léon de Finlande
Pour les articles homonymes, voir Makkonen.
Léon ou Leo (né Leo Makkonen à Pielavesi le 4 juin 1948) est le primat actuel de l'Église orthodoxe de Finlande (depuis le 25 octobre 2001).

## Biographie
- 4 juin 1948 : naissance dans une famille orthodoxe dans l'est de la Finlande[1].
- 1968 - 1972 : études au séminaire de théologie orthodoxe de Kuopio.
- 1972 - 1978 : études à l'Institut pédagogique de l’université de Turku.
- 20 juillet 1973 : ordonné diacre.
- 22 juillet 1973 : ordonné prêtre.
- 25 février 1979 : consacré évêque de Joensuu (suffragant de l'archevêque).
- 1990-1996 : métropolite d'Oulu.
- 1995 : obtention à la faculté de théologie orthodoxe de l’université de Joensuu d'une maîtrise en théologie.
- 1996-2001 : métropolite d'Helsinki.
- 25 octobre 2001 : élu archevêque de Carélie et de toute la Finlande.
- 13 février 2005 : docteur honoris causa de l'Institut Saint-Serge de Paris.